# Ганна Осборн
Ганна Осборн (англ. Hannah Osborne, нар. 10 березня 1994) — новозеландська веслувальниця, срібна призерка Олімпійських ігор 2020 року.

## Виступи на Олімпіадах
| Олімпіада  | Дисципліна   | Місце |
| ---------- | ------------ | ----- |
| Токіо 2020 | парні двійки | 2     |

## Зовнішні посилання
- Ганна Осборн [Архівовано 13 червня 2021 у Wayback Machine.] на сайті FISA.

1. 1 2 3 4  Hannah Osborne
2. ↑  https://www.olympic.org.nz/athletes/hannah-osborne/
3. 1 2  https://olympics.com/tokyo-2020/olympic-games/en/results/rowing/athlete-profile-n1462958-osborne-hannah.htm